# Épisodes de Frères d'armes

Cet article présente le guide des épisodes de la mini-série américaine Frères d'armes (Band of Brothers).

## Épisodes

### Épisode 1:Currahee
- États-Unis : 9 septembre 2001 sur HBO
- France : 22 juillet 2002 sur France 2

- États-Unis : 9,90 millions de téléspectateurs[1] (première diffusion)
- France : 5,5 millions de téléspectateurs[2] (première diffusion)

- Doug Allen (Sgt. Alton More),
- Peter McCabe (Donald B. Hoobler)
- Ben Caplan (Walter S. Gordon Jr.)
- Ezra Godden (Robert van Klinken)
- Philip Barantini (Wayne A. Sisk)
- Rene L. Moreno (Joseph Ramirez)
- Stephen Graham (Myron Mike Ranney)
- Dominic Cooper (Allington)
- George Calil (James H. Alley Jr.)
- Kieran O'Brien (Allen E. Vest)
- Marcos D'Cruze (Joseph P. Domingus)
- James Greene (Vieil homme sur le vélo)
- Jason O'Mara (Thomas Meehan)
- Luke Griffin (Terence C. Harris)
- Michael Edmiston (Responsable de l'entrainement)
- Craig Heaney (Roy W. Cobb)
- Harry Peacock (Fake German)
- Tom George (Pvt. White)
- Adam James (Cleveland O. Petty)
- Dave Power (Rudolph R. Dittrich)
- Mark Lawrence (William H. Dukeman Jr.)
- Bart Ruspoli (Edward J. Tipper)
- Matthew Leitch (Floyd M. Talbert)
- Ben Walden (Référant de formation)
- Marc Warren (Albert Blithe)
- Laird Macintosh (Soldat de la compagnie)
- Peter Youngblood Hills (Shifty Powers)
- Tim Matthews (Alex M. Penkala Jr.)

### Épisode 2:Jour J
- États-Unis : 9 septembre 2001 sur HBO
- France : 22 juillet 2002 sur France 2

- États-Unis : 9,90 millions de téléspectateurs[1] (première diffusion)
- France : 5,4 millions de téléspectateurs[3] (première diffusion)

- John Adams (II) (Pvt. Andrews)
- Mark Wakeling (Pilote - Plane 66)
- Philip Barantini (Sgt. Wayne 'Skinny' Sisk)
- Marc Warren (Pvt. Albert Blithe)
- David Blair (Copilote)
- Paul Williams (III) (Pvt. Jack Olsen)
- Jonie Broom (Hans Schmidt)
- Steve Chaplin (Pilote)
- Alexis Conran (George Lavenson)
- Matthew Duquenoy (Copilote - C-47)
- Jonathan Young (Lt. John W. Kelley)
- Simon Fenton (Gerald J. Lorraine)
- Ezra Godden (Pvt. Robert van Klinken)
- Stephen Graham (Sgt. Myron 'Mike' Ranney)
- Craig Heaney (Pvt. Roy Cobb)
- Andrew Howard (Capt. Clarence Hester)
- Adam James (Cleveland O. Petty)
- Nick Lopez (III) (Gardien US)
- Tim Matthews (Cpl. Alex Penkala)
- Benjamin Montague (Pvt. Matt McDowell)
- Jason O'Mara (1er Lt. Thomas Meehan)
- Ben Peyton (Warr. Off. Andrew Hill)
- Iain Robertson (Pvt. George Smith)
- Chris Robson (Allemand qui capitule)
- Bart Ruspoli (Pvt. Edward Tipper)
- Andrew Scott (Pvt. John 'Cowboy' Hall)

### Épisode 3:Carentan
- États-Unis : 16 septembre 2001 sur HBO
- France : 29 juillet 2002 sur France 2

- États-Unis : 7,27 millions de téléspectateurs[4] (première diffusion)
- France : 4,5 millions de téléspectateurs[2] (première diffusion)

- Doug Allen (Sgt. Alton More)
- Matthew Leitch (Floyd M. Talbert)
- Philip Barantini (Sgt. Wayne 'Skinny' Sisk)
- Richard Lynson (Officier à l'hôpital)
- Tim Matthews (Alex M. Penkala Jr.)
- Ben Caplan (Cpl. Walter 'Smokey' Gordon)
- Peter McCabe (Donald B. Hoobler)
- Doug Cockle (Père John Maloney)
- Rene L. Moreno (Joseph Ramirez)
- Freddie Joe Farnsworth (Cavalier)
- Ezra Godden (Robert van Klinken)
- Paul Murphy (Jeune G.I.)
- Iain Robertson (Pvt. George Smith)
- Nigel Hoyle (Pvt. Leo Boyle)
- Mark Huberman (Pvt. Lester 'Leo' Hashey)
- Scott Rognlien (Soldat)
- Adam James (Cleveland O. Petty)
- Bart Ruspoli (Edward Tipper)
- Douglas Spain (Pvt. Antonio Garcia)
- Diana Kent (Mme Lamb)
- Mark Lawrence (William H. Dukeman Jr.)
- Stephen Walters (John McGrath)
- Marc Warren (Pvt. Albert Blithe)
- Peter Youngblood Hills (Shifty Powers)

### Épisode 4:Les Remplaçants
- États-Unis : 23 septembre 2001 sur HBO
- France : 29 juillet 2002 sur France 2

- États-Unis : 6,29 millions de téléspectateurs[5] (première diffusion)

- Doug Allen (Sgt. Alton More)
- Philip Barantini (Sgt. Wayne 'Skinny' Sisk)
- Freerk Bos (Fermier Hollandais)
- George Calil (James H. Alley Jr.)
- Ben Caplan (Walter S. Gordon Jr.)
- Ezra Godden (Robert van Klinken)
- Craig Heaney (Roy W. Cobb)
- Josefien Hendriks (Jeune Fille Hollandaise)
- Billy Hill (Le fils du Fermier Hollandais)
- Mark Huberman (Pvt. Lester 'Leo' Hashey)
- Mark Lawrence (William H. Dukeman Jr.)
- Matthew Leitch (Floyd M. Talbert)
- Tim Matthews (Alex M. Penkala Jr.)
- Peter McCabe (Donald B. Hoobler)
- Hugo Metsers (John van Kooijk)
- Rene L. Moreno (Joseph Ramirez)
- David Nicolle (2nd Lt. Thomas Peacock)
- Alex Sabga (Cpl. Francis 'Frank' Mellet)
- Simon Schatzberger (Pvt. Joseph Lesniewski)
- Douglas Spain (Pvt. Antonio Garcia)
- Peter Stark (L'Allemand à l'intérieur de la grange)
- William Tapley (Commandant de char britannique)
- Jack Wouterse (Fermier Hollandais dans la grange)
- Peter Youngblood Hills (Shifty Powers)

### Épisode 5:La Croisée des chemins
- États-Unis : 30 septembre 2001 sur HBO
- France : 5 août 2002 sur France 2

- États-Unis : 6,13 millions de téléspectateurs[6] (première diffusion)
- France : 4,4 millions de téléspectateurs[7] (première diffusion)

- Doug Allen (Sgt. Alton More)
- Adam James (Cleveland O. Petty)
- Adam Sims (John S. Zielinski Jr.)
- Philip Barantini (Wayne A. Sisk)
- Douglas Spain (Pvt. Antonio Garcia)
- Mark Lawrence (William H. Dukeman Jr.)
- Peter Youngblood Hills (Shifty Powers)
- Matthew Leitch (Floyd M. Talbert)
- Joel Beckett (Le chargé de Quartiers)
- George Calil (James H. Alley Jr.)
- Tim Matthews (Alex M. Penkala Jr.)
- Peter McCabe (Donald B. Hoobler)
- Ben Caplan (Walter S. Gordon Jr.)
- Lee Colley (Soldat de la 28e Infantrie)
- Stephen McCole (1er Lt. Frederick T. 'Moose' Heyliger)
- Jimmy Fallon (2nd Lt. George C. Rice)
- John Light (Lt. David Dobie)
- William Meredith (Deuxième Remplaçant)
- Rene L. Moreno (Joseph Ramirez)
- Jeremy Finch (Parachutiste britannique)
- David Nicolle (2nd Lt. Thomas Peacock)
- Jamie Harding (Jeune Homme Français)
- Craig Heaney (Roy W. Cobb)
- Ricky Nixon (Jeune Sentinelle allemande)
- Peter O'Meara (1er Lt. Norman Dike)
- Andrew Howard (Capt. Clarence Hester)
- Simon Schatzberger (Pvt. Joseph Lesniewski)
- Nigel Hoyle (Pvt. Leo Boyle)
- Mark Huberman (Pvt. Lester 'Leo' Hashey)
- Graham Seed (Brigadier Général des Bérets Rouges)
- James Hurn (Premier Remplaçant)

### Épisode 6:Bastogne
- États-Unis : 7 octobre 2001 sur HBO
- France : 5 août 2002 sur France 2

- États-Unis : 6,42 millions de téléspectateurs[8] (première diffusion)

- Doug Allen (Sgt. Alton More)
- Ben Caplan (Walter S. Gordon Jr.)
- Iain Fletcher (Bernard J. 'Doc' Ryan)
- Doug Cockle (Père John Maloney)
- Lucie Jeanne (Renée Lemaire)
- William Armstrong (Général Anthony McAuliffe)
- Philip Barantini (Wayne A. Sisk)
- Marc Jordan (Pvt. John T. Julian)
- Tim Davenport (Soldat Blessé)
- George Calil (James H. Alley Jr.)
- Marcos D'Cruze (Joseph P. Domingus)
- Bill Laurence (L'Allemand dans les bois)
- Laird Macintosh (Le Conducteur de Jeep)
- Tony Devlin (Pvt. Ralph 'Doc' Spina)
- Rocky Marshall (Cpl. Earl 'One Lung' McLung)
- Freddie Joe Farnsworth (Médecin)
- Tim Matthews (Cpl. Alex Penkala)
- Peter McCabe (Donald B. Hoobler)
- David Nicolle (2nd Lt. Thomas Peacock)
- Rebecca Okot (Anna l'Infirmière)
- Peter O'Meara (1er Lt. Norman Dike)
- Oscar Pearce (Pvt. Richard H. Hughes)
- Toby Ross-Bryant (Médecin Paul Jones)
- Ian Sharp (Un soldat Allemand)
- Peter Youngblood Hills (Shifty Powers)

### Épisode 7:Point de rupture
- États-Unis : 14 octobre 2001 sur HBO
- France : 12 août 2002 sur France 2

- États-Unis : 6,43 millions de téléspectateurs[9] (première diffusion)
- France : 4,2 millions de téléspectateurs [7] (première diffusion)

- Doug Allen (Sgt. Alton More)
- David Nicolle (2nd Lt. Thomas Peacock)
- George Calil (James H. Alley Jr.)
- Peter O'Meara (1er Lt. Norman Dike)
- Alex Sabga (Cpl. Francis 'Frank' Mellet)
- David Crow (Le Caporal)
- Simon Schatzberger (Pvt. Joseph Lesniewski)
- Jordan Frieda (Remplaçant)
- Douglas Spain (Pvt. Antonio Garcia)
- Craig Heaney (Roy W. Cobb)
- Peter Youngblood Hills (Shifty Powers)
- Mark Huberman (Pvt. Lester 'Leo' Hashey)
- Matthew Leitch (Floyd M. Talbert)
- Rocky Marshall (Cpl. Earl 'One Lung' McLung)
- Tim Matthews (Alex M. Penkala Jr.)
- Joseph May (Lt. Edward J. Shames)
- Peter McCabe (Cpl. Donald Hoobler)
- Rene L. Moreno (Joseph Ramirez)

### Épisode 8:La Dernière Patrouille
- États-Unis : 21 octobre 2001 sur HBO
- France : 12 août 2002 sur France 2

- États-Unis : 5,95 millions de téléspectateurs[10] (première diffusion)

- Craig Heaney (Roy W. Cobb)
- Martin Arno (Junior Allemand)
- Philip Barantini (Wayne A. Sisk)
- Rocky Marshall (Cpl. Earl 'One Lung' McLung)
- George Calil (James H. Alley Jr.)
- Rene L. Moreno (Joseph Ramirez)
- Kieran O'Brien (Allen E. Vest)
- Christoph Dostal (Senior Allemand)
- Andrew Lee Potts (Eugene Jackson)
- Colin Ridgewell (Le soldat Allemand Touché)
- Douglas Spain (Pvt. Antonio Garcia)
- Peter Youngblood Hills (Shifty Powers)

### Épisode 9:Pourquoi nous combattons
- États-Unis : 28 octobre 2001 sur HBO
- France : 19 août 2002 sur France 2

- États-Unis : 6,08 millions de téléspectateurs[11] (première diffusion)
- France : 4,5 millions de téléspectateurs[7] (première diffusion)

- John Adams (II) (Pvt. Andrews)
- David Forest (Un prisonnier)
- Doug Allen (Sgt. Alton More)
- Ben Hecker (L'Allemand dans l'appartement)
- Philip Barantini (Wayne A. Sisk)
- Matt Hickey (Pvt. Patrick O'Keefe)
- Mark Huberman (Pvt. Lester 'Leo' Hashey)
- Kristina Brändén (L'Allemande avec des œufs)
- George Calil (James H. Alley Jr.)
- Corey Johnson (Commandant Louis Kent)
- Malcolm Kaye (Le prisonnier avec Janovec)
- Goran Kostic (Le prisonnier avec le corps)
- Martin Lawton (Le grand-père allemand)
- Matthew Leitch (Floyd M. Talbert)
- Christian Malcolm (MP à Lansberg)
- Hans-Georg Nenning (Le boulanger allemand)
- Kieran O'Brien (Allen E. Vest)
- Suzanne Roquette (La veuve allemande qui fusille Nixon du regard)
- Wil Röttgen (L'officier allemand en charette)
- Simon Schatzberger (Pvt. Joseph Lesniewski)
- Isabella Seibert (La jeune femme couchant avec Janovec)
- Douglas Spain (Pvt. Antonio Garcia)
- Anatole Taubman (Otto Herzfeld)
- Gertrude Thoma (L'Allemande dans l'appartement)
- Peter Youngblood Hills (Shifty Powers)
- Dean Blanke (enfant allemand)

### Épisode 10:Des hommes avant tout
- États-Unis : 4 novembre 2001 sur HBO
- France : 19 août 2002 sur France 2

- États-Unis : 5,05 millions de téléspectateurs[12] (première diffusion)

- Doug Allen (Sgt. Alton More)
- Corey Johnson (Commandant Louis Kent)
- C. Carwood Lipton (Lui-même)
- Paul Herzberg (Le docteur allemand au poste de contrôle)
- Philip Barantini (Wayne A. Sisk)
- Matt Hickey (Pvt. Patrick O'Keefe)
- Donald Malarkey (Lui-même)
- Wolf Kahler (Général Theodor Tolsdorff)
- George Calil (James H. Alley Jr.)
- Matthew Leitch (Floyd M. Talbert)
- Maxwell Hutcheon (Le serveur allemand)
- William Guarnere (Lui-même)
- Rene L. Moreno (Joseph Ramirez)
- Edward 'Babe' Heffron (Lui-même)
- Jason Done (soldat saoul)
- Darrell 'Shifty' Powers (Lui-même)
- Dirk Galuba (Feldgendarme)
- Jonjo O'Neill (Premier Remplaçant)
- John Martin (II) (Lui-même)
- Philip Rham (Colonel allemand)
- Douglas Spain (Pvt. Antonio Garcia)
- Milo Twomey (Le docteur de l'armée)
- Dan Van Husen (Le commandant présumé)
- Joe Villa (Second Remplaçant)
- Rupert Wickham (Neurochirurgien)
- Peter Youngblood Hills (Shifty Powers)
- Richard D. Winters (Lui-même)
- David Andrews (Elbridge C. Chapman)